# Cộng đồng Kinh tế châu Âu
Cộng đồng Kinh tế châu Âu (tiếng Anh: European Economic Community, viết tắt là EEC) cũng gọi đơn giản là Cộng đồng châu Âu, ngay cả trước khi nó được đổi tên chính thức thành Cộng đồng châu Âu vào năm 1993, hoặc Thị trường chung (Common Market) ở các nước nói tiếng Anh, là một tổ chức quốc tế được thành lập năm 1957 đem tới việc hội nhập kinh tế (gồm một thị trường chung) giữa các nước Bỉ, Pháp, Tây Đức, Ý, Luxembourg và Hà Lan.
Sau đó được mở rộng thêm 6 nước khác gia nhập, và từ năm 1967, các cơ quan thể chế của Cộng đồng cũng điều khiển Cộng đồng Than Thép châu Âu (ECSC) và Cộng đồng Năng lượng nguyên tử châu Âu (EAEC hoặc Euratom) dưới tên Các cộng đồng châu Âu. Khi Liên minh châu Âu (EU) được thành lập năm 1993, thì "Cộng đồng Kinh tế châu Âu" biến đổi thành Cộng đồng châu Âu, một trong 3 trụ cột của Liên minh châu Âu, và các cơ quan của "Cộng đồng Kinh tế châu Âu" tiếp tục là cơ quan của Liên minh châu Âu.

## Lịch sử
- Xem Lịch sử Liên minh châu Âu

### Bối cảnh
Năm 1951, Hiệp ước Paris thành lập Cộng đồng Than Thép châu Âu (ECSC) được ký kết. Đây là một cộng đồng quốc tế dựa trên chủ trương siêu quốc gia và luật pháp quốc tế, để giúp nền kinh tế châu Âu và ngăn ngừa chiến tranh trong tương lai, bằng cách hội nhập các nước thành viên châu Âu với nhau.
Trong mục đích lập một Liên bang châu Âu, hai cộng đồng khác đã được đề nghị: Cộng đồng Phòng vệ châu Âu (European Defence Community, EDC) và Cộng đồng Chính trị châu Âu (European Political Community, EPC). Trong khi Hiệp ước cho các Cộng đồng nói trên được phòng nghị viện Cộng đồng Than Thép châu Âu soạn thảo, thì Nghị viện Pháp đã bác bỏ "Cộng đồng Phòng vệ châu Âu". Chủ tịch Ủy ban châu Âu Jean Monnet, nhân vật lãnh đạo đằng sau các cộng đồng, đã từ chức để phản đối, và bắt đầu dự kiến tạo ra các cộng đồng khác, dựa trên việc hội nhập kinh tế hơn là hội nhập chính trị. Sau Hội nghị Messina (Ý) năm 1955, Paul Henri Spaak được trao nhiệm vụ chuẩn bị một bản báo cáo về ý tưởng một liên minh thuế quan (customs union). Cái gọi là Báo cáo của Spaak của Ủy ban Spaak đã tạo thành nền tảng cho các cuộc thương thuyết liên chính phủ tại Lâu đài Val Duchesse (Bỉ) năm 1956. Cùng với Báo cáo của Ohlin, báo cáo của Spaak đã tạo cơ sở cho Các hiệp ước Roma.

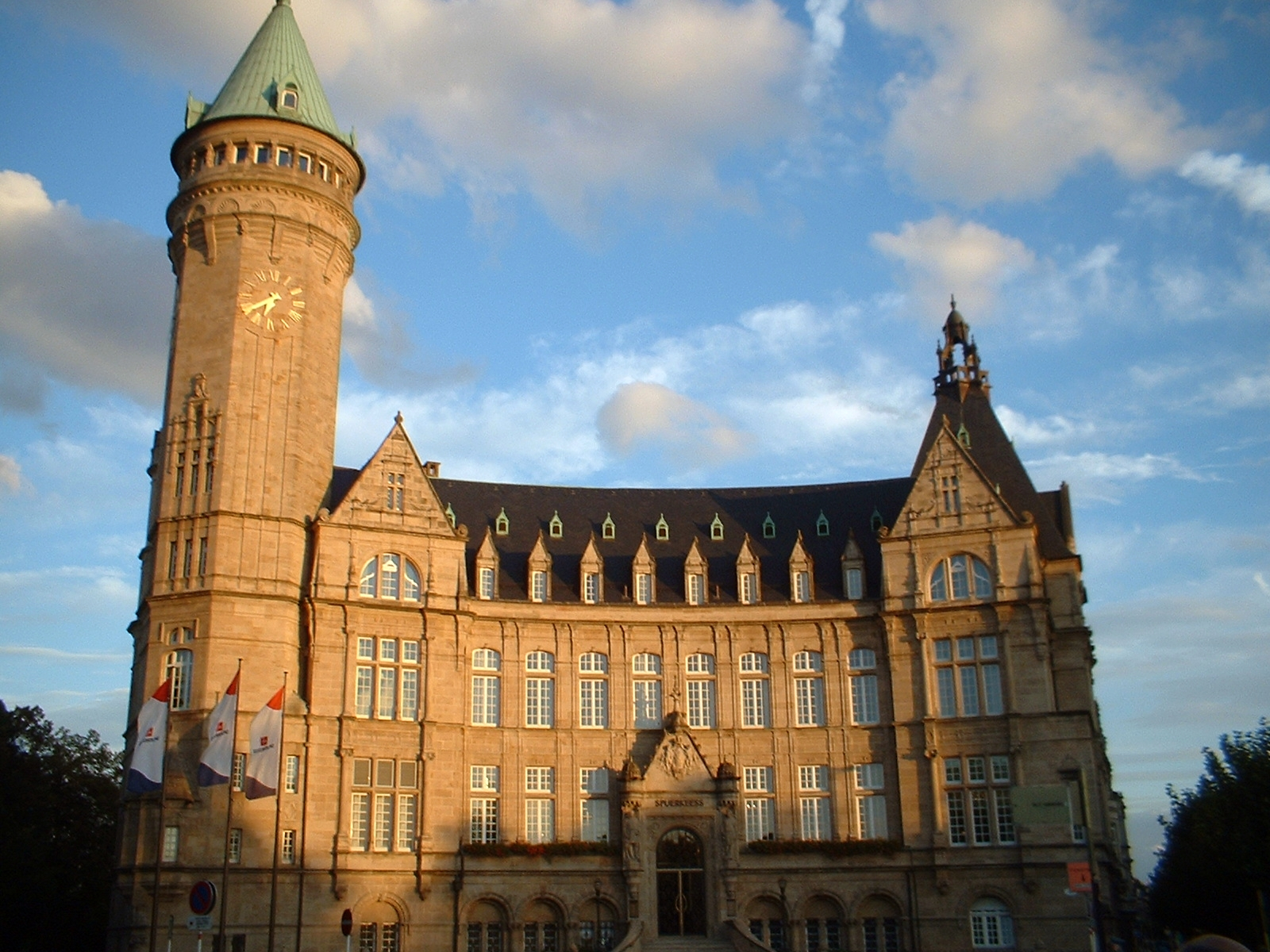
Chính quyền cấp cao có nhiều quyền hành pháp hơn Ủy ban thay thế nó sau này

Năm 1956, Paul Henri Spaak lãnh đạo Hội nghị liên chính phủ về Thị trường chung và Euratom tại Lâu đài Val Duchesse, để chuẩn bị cho Các hiệp ước Roma năm 1957. Hội nghị này dẫn tới việc ký kết Các hiệp ước Roma ngày 25.3.1957 để lập ra Cộng đồng Kinh tế châu Âu.

### Việc thành lập & các năm đầu
Các cộng đồng được thành lập là Cộng đồng Kinh tế châu Âu (EEC) và Cộng đồng Năng lượng nguyên tử châu Âu (EAEC hoặc Euratom). Các cộng đồng này rõ ràng là ít siêu quốc gia hơn các cộng đồng dự trù trước kia, do việc phản đối của một số nước, cho là chủ quyền của họ bị xâm phạm. Cuộc họp chính thức đầu tiên của Ủy ban Hallstein, diễn ra ngày 16.1.1958 tại Lâu đài Val Duchesse. Cộng đồng Kinh tế châu Âu đã lập ra liên minh thuế quan trong khi Cộng đồng Năng lượng nguyên tử châu Âu thúc đẩy việc hợp tác trong lãnh vực năng lượng nguyên tử. Cộng đồng Kinh tế châu Âu nhanh chóng trở thành quan trọng nhất trong 3 cộng đồng, và mở rộng các hoạt động của mình. Một trong các thực hiện quan trọng đầu tiên của Cộng đồng Kinh tế châu Âu là lập ra mức giá chung cho các sản phẩm nông nghiệp (1962). Năm 1968, các thuế quan trên một số sản phẩm buôn bán giữa các nước thành viên đã được bãi bỏ.
Một khủng hoảng khác đã xảy ra đối với các đề nghị tài trợ Chính sách Nông nghiệp chung, có hiệu lực từ năm 1962. Thời gian quá độ nhờ đó các quyết định được đưa ra bằng cách nhất trí đã chấm dứt, và cuộc bỏ phiếu đa số trong Hội đồng đã có hiệu lực. Việc chống đối chủ trương siêu quốc gia của Tổng thống Pháp thời đó Charles de Gaulle dẫn tới "chính sách bỏ trống ghế" do các đại diện của Pháp rút khỏi các cơ quan của Cộng đồng, cho tới khi quyền phủ quyết của Pháp được phục hồi. Cuối cùng, đạt tới thỏa hiệp Luxembourg ngày 29.1.1966 do đó một thoả thuận của người quân tử (gentlemen's agreement) cho phép các thành viên sử dụng quyền phủ quyết trên các lĩnh vực quyền lợi quốc gia.
Năm 1967 Hiệp ước Hợp nhất đã có tác dụng, hợp nhất các cơ quan của Cộng đồng Than Thép châu Âu và Cộng đồng Năng lượng nguyên tử châu Âu với các cơ quan của Cộng đồng Kinh tế châu Âu, các cơ quan này vốn đã dự phần vào Nghị viện châu Âu và Tòa án Cộng đồng châu Âu. Một cách tập thể, chúng được gọi là Các cộng đồng châu Âu. Các cộng đồng này vẫn có tư cách pháp nhân độc lập, dù đã gia tăng hội nhập. Vì nó gần sát với mục tiêu hội nhập chính trị và thống nhất châu Âu một cách hòa bình, nên Mikhail Gorbachev đã mô tả là Ngôi nhà chung châu Âu (Common European Home).

### Việc mở rộng & các cuộc tuyển cử

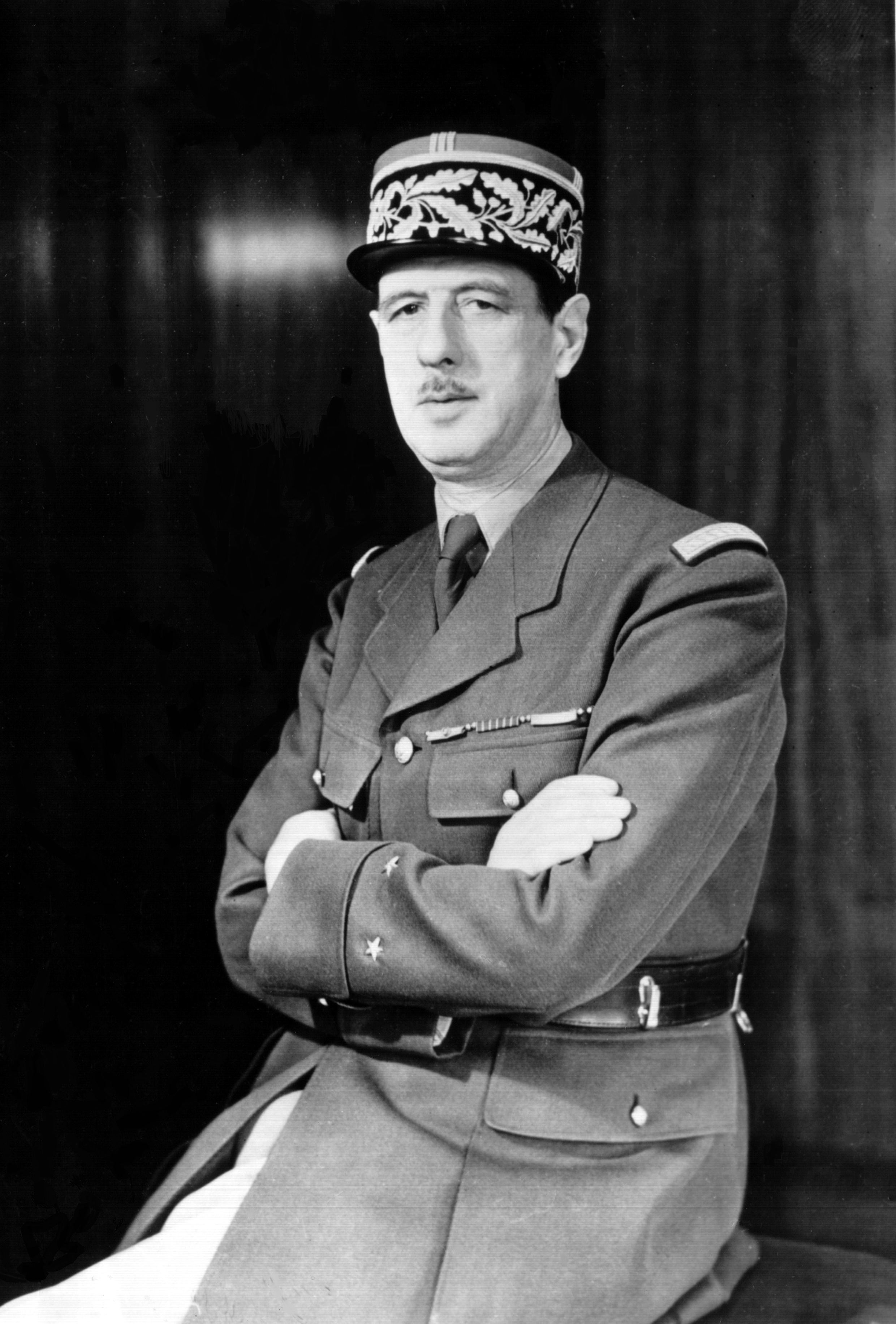
Tổng thống Pháp Charles de Gaulle đã phủ quyết việc gia nhập của Anh, kìm hãm sự phát triển quyền của Nghị viện và ở trung tâm của 'cuộc khủng hoảng ghế trống' năm 1967

Thập niên 1960 đã có các ý định mở rộng Cộng đồng. Ngày 3.5.1960, Đan Mạch, Ireland, Na Uy và Vương quốc Anh xin gia nhập Các cộng đồng châu Âu. Tuy nhiên tổng thống Pháp Charles de Gaulle coi việc gia nhập của Anh như con ngựa thành Troia của Hoa Kỳ cài vào, nên đã phủ quyết và đơn xin gia nhập của 4 nước nói trên bị đình hoãn.
Bốn nước này lại nộp đơn xin gia nhập ngày 11.5.1967, lúc đó Georges Pompidou làm tổng thống Pháp kế vị Charles de Gaulle, nên Pháp không phủ quyết. Các cuộc thương lượng bắt đầu từ năm 1970 dưới thời chính phủ thân châu Âu của thủ tướng Anh Edward Heath về sự bất đồng ý kiến liên quan tới Chính sách Nông nghiệp chung cùng quan hệ của Vương quốc Anh với Khối Thịnh vượng chung Anh, 2 năm sau các hiệp ước gia nhập đã được ký kết và 3 nước Đan Mạch, Ireland và Vương quốc Anh đã gia nhập Cộng đồng (ngoại trừ Na Uy, vì dân bỏ phiếu chống, trong cuộc trưng cầu ý dân).
Các hiệp ước Roma quy định là Nghị viện châu Âu phải được dân bầu trực tiếp, tuy nhiên điều đó đòi Hội đồng châu Âu trước hết phải nhất trí về một hệ thống bầu cử chung. Hội đồng đã trì hoãn vấn đề này và Nghị viện vẫn được chỉ định.
Nghị viện làm áp lực để đạt tới sự thỏa thuận, và ngày 20.9.1976 Hội đồng đã đồng ý phần các phương tiện cần thiết cho việc bầu cử, nhưng hoãn các chi tiết về các hệ thống bầu cử mà ngày nay vẫn còn khác biệt. Dưới thời chủ tịch Jenkins, tháng 6 năm 1979, các cuộc tuyển cử đã được tổ chức trong mọi quốc gia thành viên thời đó (xem Cuộc bầu cử Nghị viện châu Âu, 1979). Nghị viện mới, được kích động bởi cuộc bầu cử trực tiếp và quyền hành mới, đã bắt đầu làm việc trọn thời gian và tích cực hơn các nghị viện trước đây.
Ngay sau cuộc bầu cử, Nghị viện trở thành cơ quan đầu tiên của Cộng đồng đưa ra đề nghị Cộng đồng nên chọn một lá Cờ châu Âu. Hội đồng châu Âu đã đồng ý và chọn các biểu tượng châu Âu là các biểu tượng của Cộng đồng năm 1984.

### Hướng về Hiệp ước Maastricht

Enlargement, 1957 to 2007
Community enlargement
Post 1993

Hy Lạp xin gia nhập Cộng đồng ngày 12.6.1975, tiếp theo sự khôi phục nền dân chủ và được gia nhập ngày 1.1.1981. Tiếp theo Hy Lạp, và sau việc khôi phục dân chủ của mình, Tây Ban Nha và Bồ Đào Nha xin gia nhập năm 1977 và được gia nhập ngày 1.1.1986. Năm 1987 Thổ Nhĩ Kỳ chính thức xin gia nhập Cộng đồng và bắt đầu quá trình đàm phán về việc xin gia nhập lâu nhất trong số các nước xin gia nhập (năm 2009, vẫn còn đang thương lượng).
Với triển vọng mở rộng hơn nữa, và việc mong muốn tăng cường hợp tác, Đạo luật chung châu Âu đã được các bộ trưởng ngoại giao các nước thành viên ký ngày 17.2.1986 tại thành phố Luxembourg và ngày 28.2.1986 tại thành phố Den Haag, (Hà Lan). Trong một tài liệu đơn, có nêu vấn đề cải cách các thể chế, gia tăng quyền lực, hợp tác trong chính sách đối ngoại và thị trường chung, và có hiệu lực từ ngày 1.7.1987. Đạo luật này bị ảnh hưởng bởi dự định tạo ra Hiệp ước Maastricht, được ký ngày 10.12.1991, và có hiệu lực từ ngày 1.11.1993, lập ra Liên minh châu Âu.
Liên minh châu Âu thu nạp Cộng đồng Kinh tế châu Âu làm một trong 3 trụ cột của mình. Các lãnh vực hoạt động của Cộng đồng Kinh tế châu Âu trở thành một trụ cột của Cộng đồng châu Âu, tiếp tục theo cấu trúc siêu quốc gia của Cộng đồng Kinh tế châu Âu. Các cơ quan của Cộng đồng Kinh tế châu Âu trở thành các cơ quan của Liên minh châu Âu, một số cơ quan thay đổi tên tùy theo nhu cầu; tuy nhiên Tòa án, Nghị viện và Ủy ban châu Âu chỉ có đầu vào hạn chế trong 3 trụ cột mới, như chúng làm việc theo hệ thống liên chính phủ nhiều hơn là Cộng đồng châu Âu. Theo Hiệp ước Lisbon, hệ thống trụ cột này bị hủy bỏ và các trụ cột này phải theo con đường của Cộng đồng.

## Các mục tiêu & thành tựu
Mục tiêu chính của Cộng đồng Kinh tế châu Âu - như đã ghi trong lời nói đầu – là "duy trì hòa bình và tự do, cùng đặt nền móng cho một liên minh chặt chẽ trong các dân tộc châu Âu". Kêu gọi việc tăng trưởng kinh tế cân bằng, việc đó sẽ được hoàn thành thông qua:
1) việc thiết lập một Liên minh thuế quan với thuế suất nội địa chung
2) các chính sách chung về Nông nghiệp, Vận tải và Thương mại
3) Mở rộng Cộng đồng tới các nước châu Âu còn lại. Về Liên minh thuế quan, hiệp ước dự trù giảm thuế quan 10 % và tới 20 % các quotas nhập cảng toàn cầu. Diễn tiến của liên minh thuế quan nhanh hơn 12 năm theo dự trù, tuy nhiên Pháp phải đương đầu với vài thoái trào do có chiến tranh với Algérie.

## Các nước thành viên
- Xem Các nước thành viên Liên minh châu Âu và Việc mở rộng Liên minh châu Âu

Sáu nước sáng lập Cộng đồng Kinh tế châu Âu và 2 Cộng đồng khác (Than Thép & Năng lượng nguyên tử) thường được gọi là "6 nước bên trong" (inner six), còn 7 nước lập ra Hiệp hội Mậu dịch tự do châu Âu được gọi là "7 nước bên ngoài" (outer seven). Sáu nước bên trong là Pháp, Tây Đức, Ý và 3 nước thuộc khối Benelux là: Bỉ, Hà Lan và Luxembourg. Đợt mở rộng thứ nhất vào năm 1973, thâu nhận 3 nước Đan Mạch, Ireland và Vương quốc Anh. Các nước Hy Lạp, Tây Ban Nha và Bồ Đào Nha gia nhập trong thập niên 1980. Tiếp theo việc thành lập Liên minh châu Âu năm 1993, tới năm 2007 còn thu nạp thêm 15 nước nữa.
| Nước     | Gia nhập  | Nước           | Gia nhập  |
| -------- | --------- | -------------- | --------- |
| Bỉ       | 25.3.1957 | Ý              | 25.3.1957 |
| Đan Mạch | 1.1.1973  | Luxembourg     | 25.3.1957 |
| Pháp     | 25.3.1957 | Hà Lan         | 25.3.1957 |
| Tây Đức  | 25.3.1957 | Bồ Đào Nha     | 1.1.1986  |
| Hy Lạp   | 1.1.1981  | Tây Ban Nha    | 1.1.1986  |
| Ireland  | 1.1.1973  | Vương quốc Anh | 1.1.1973  |

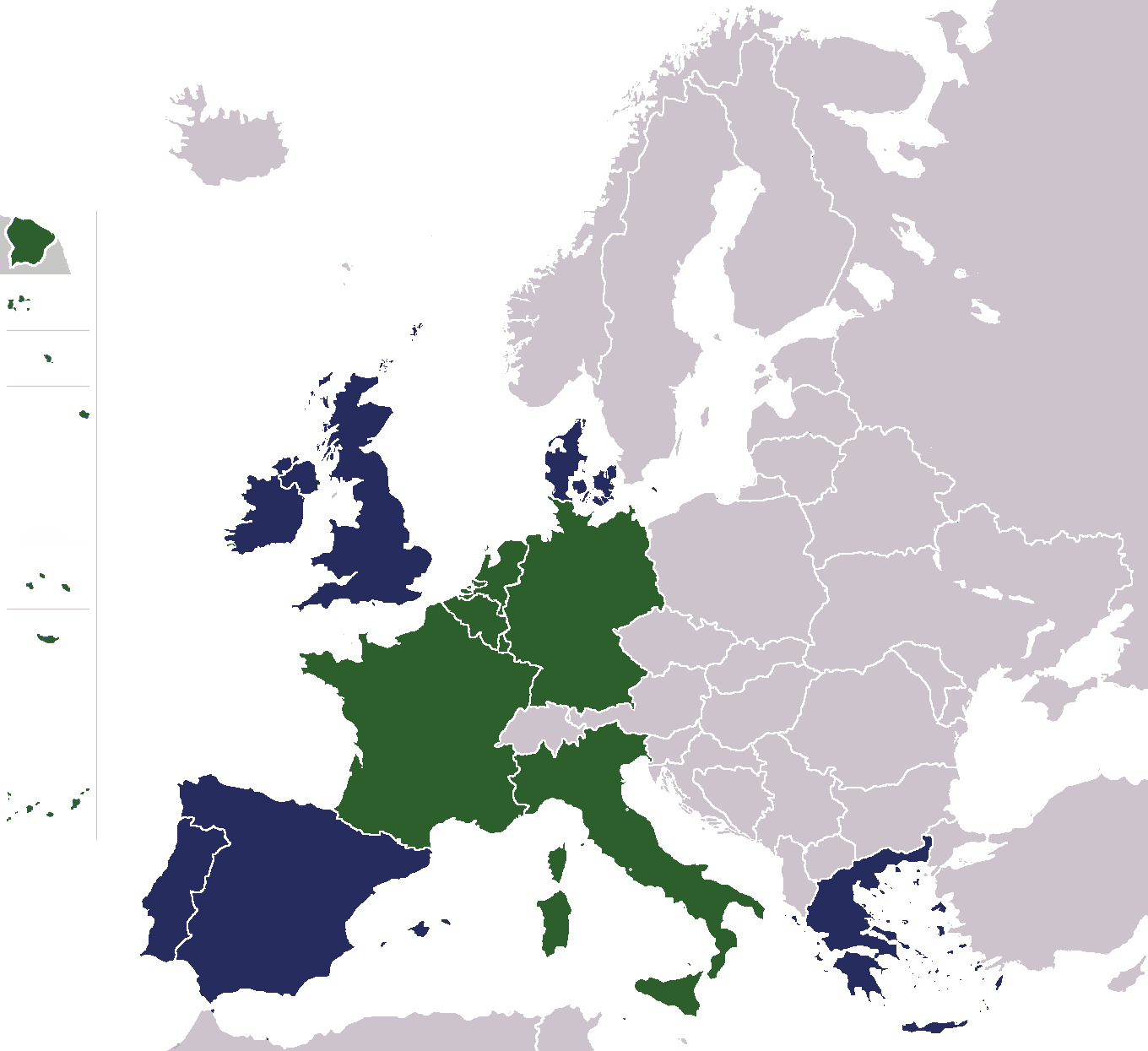
Các nước sáng lập màu xanh lá cây, các nước gia nhập sau màu xanh dương

Các nước thành viên được đại diện theo một vài hình thức trong mỗi cơ quan thể chế. Hội đồng châu Âu gồm một bộ trưởng quốc gia, đại diện cho chính phủ của mình. Mỗi nước cũng có quyền có một Ủy viên châu Âu, dù các ủy viên này được cho là không đại diện cho quyền lợi của nước mình, mà đại diện cho Cộng đồng. Trước năm 2004, các nước thành viên lớn hơn (Pháp, Đức, Ý và Anh) có 2 uỷ viên). Trong Nghị viện châu Âu, các nước thành viên được chia ghế theo tỷ lệ dân số, tuy nhiên từ cuộc bầu cử Nghị viện năm 1979 đã là bầu cử trực tiếp, vá các nghị viên ngồi theo nhóm khuynh hướng chính trị của mình, không theo gốc quốc gia. Phần lớn các cơ quan thể chế khác, trong đó có Tòa án Cộng đồng châu Âu, có thể thức riêng để chia ghế theo quốc gia.

## Các cơ quan thể chế
- Xem Các thể chế của Liên minh châu Âu

Có 3 cơ quan thể chế chính trị nắm quyền lập pháp và hành pháp trong Cộng đồng châu Âu, cộng thêm cơ quan thể chế tư pháp và một cơ quan thứ 5 được lập năm 1975. Các cơ quan này (ngoại trừ Kiểm toán) được Cộng đồng Kinh tế châu Âu lập năm 1957, nhưng từ năm 1967 trở đi, chúng được áp dụng cho tất cả ba Cộng đồng (Kinh tế, Than Thép & Năng lượng nguyên tử). Hội đồng đại diện các chính phủ, Nghị viện đại diện các công dân và Ủy ban đại diện các quyền lợi của Cộng đồng châu Âu. Về cơ bản thì Hội đồng, Nghị viện hoặc đảng khác đưa thỉnh cầu lập pháp cho Ủy ban, sau đó Ủy ban dự thảo rồi trình lên Hội đồng để phê chuẩn và Nghị viện xin ý kiến (trong vài trường hợp, có sự phủ quyết, tùy thuộc phủ tục lập pháp của Cộng đồng). Sau Hiệp ước Maastricht năm 1993, các cơ quan trên trở thành cơ quan của Liên minh châu Âu, dù có hạn chế trong vài lãnh vực, do cơ cấu trụ cột. Dù vậy, riêng Nghị viện đã chiếm được nhiều quyền lập pháp và an ninh của Ủy ban.

### Bối cảnh
Cộng đồng Kinh tế châu Âu thừa kế các cơ quan thể chế của Cộng đồng Than Thép châu Âu trong đó Hội nghị lập pháp chung và Tòa án Cộng đồng châu Âu của Cộng đồng Than Thép châu Âu có quyền lực mở rộng tới Cộng đồng Kinh tế châu Âu và Cộng đồng Năng lượng nguyên tử châu Âu trong cùng vai trò. Tuy nhiên Cộng đồng Kinh tế và Cộng đồng Năng lượng nguyên tử có các cơ quan hành pháp khác với các cơ quan của Cộng đồng Than Thép. Thay cho Hội đồng bộ trưởng của Cộng đồng Than thép, là Hội đồng Cộng đồng Kinh tế châu Âu, và thay cho Chính quyền cấp cao của Cộng đồng Than Thép là Ủy ban các cộng đồng châu Âu.
Có sự khác biệt lớn giữa các cơ quan này hơn là tên gọi: chính phủ Pháp thời đó đã có nhiều hoài nghi về quyền lực siêu quốc gia của Chính quyền cấp cao của Cộng đồng và tìm cách kiềm chế quyền hành của nó để có lợi cho Hội đồng kiểu liên chính phủ. Do đó Hội đồng có vai trò hành pháp lớn trong việc điều hành Cộng đồng hơn là tình trạng trong Cộng đồng Kinh tế. Theo Hiệp ước Hợp nhất năm 1967, các cơ quan hành pháp của Cộng đồng Than Thép và Cộng đồng Năng lượng nguyên tử được hợp nhất với các cơ quan trên của Cộng đồng Kinh tế, lập ra một cơ cấu tổ chức chung, điều khiển 3 Cộng đồng riêng rẽ. Từ đây trở đi, từ Các cộng đồng châu Âu được dùng cho các cơ quan thể chế (ví dụ, từ tên Ủy ban Cộng Kinh tế châu Âu tới tên Ủy ban các cộng đồng châu Âu.

### Hội đồng
Hội đồng Các cộng đồng châu Âu là cơ quan nắm quyền lập pháp và hành pháp và do đó là cơ quan làm các quyết định chính của Cộng đồng. Chức chủ tịch Hội đồng do các nước thành viên luân phiên nắm giữ trong thời hạn 6 tháng và liên quan tới Hội đồng châu Âu, là cơ quan không chính thức tập hợp các nhà lãnh đạo các quốc gia thành viên (bắt đầu từ năm 1961) trên cùng một cơ sở như Hội đồng.
[[Tập |nhỏ|Chủ tịch Jacques Delors là chủ tịch Ủy ban Cộng đồng Kinh tế châu Âu cuối cùng và thành công nhất.]]
Hội đồng gồm có một bộ trưởng quốc gia của mỗi nước thành viên. Tuy nhiên Hội đồng họp trong nhiều hình thức khác nhau tùy theo chủ đề. Ví dụ, nếu vấn đề nông nghiệp cần thảo luận, thì Hội đồng sẽ gồm các bộ trưởng nông nghiệp của mỗi nước thành viên. Họ đại diện cho chính phủ của mình và chịu trách nhiệm trước hệ thống chính trị quốc gia của mình. Việc bỏ phiếu được tính hoặc theo đa số (với số phiếu nhiều hay ít theo dân số) hoặc theo sự nhất trí. Trong các hình thức khác nhau đó, họ chia sẻ một số quyền lập pháp và ngân sách của Nghị viện.

### Ủy ban
- Xem Ủy ban châu Âu

### Nghị viện

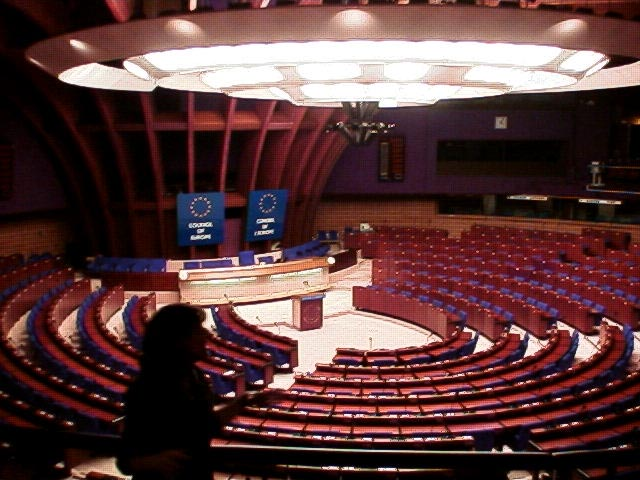
Nghị viện châu Âu tổ chức cuộc bầu cử đầu tiên của mình năm 1979.

- Xem Nghị viện châu Âu

### Tòa án
- Xem Tòa án Cộng đồng châu Âu

Tòa án Cộng đồng châu Âu là tòa án tối cao xét xử các vụ việc theo luật Cộng đồng. Tòa án này gồm một thẩm phán của mỗi nước thành viên. Chủ tịch tòa án được bầu trong số các thẩm phán này. Vai trò của Tòa án là bảo đảm luật của Cộng đồng được áp dụng theo cùng một cách trong tất cả các nước thành viên. Nó trở thành cơ quan đầy quyền lực, vì luật Cộng đồng vượt trên luật quốc gia.

### Kiểm toán
- Xem Tòa án Kiểm toán châu Âu

Cơ quan thể chế thứ 5 là Tòa án Kiểm toán châu Âu. Mặc dù tên là tòa án, nhưng cơ quan này không có quyền tư pháp như Tòa án Cộng đồng châu Âu. Thay vào đó, cơ quan này có quyền kiểm tra các sổ sách kế toán để bảo đảm ngân sách của Cộng đồng được chi tiêu chính xác. Cơ quan này lập báo cáo kiểm toán cho mỗi năm tài chính đệ trình Hội đồng và Nghị viện, và cho ý kiến cùng đề nghị về pháp luật tài chính, cùng các hành động chống gian lận. Đây là cơ quan thể chế duy nhất không được đề cập tới trong các hiệp ước nguyên thủy, và được lập ra từ năm 1975.